# Джосер
Джосер (ок. 2600 пр.н.е.) е вторият и най-известен владетел на Древен Египет от III династия. Останал е в историята с първата в света стъпаловидна пирамида, изградена за негова гробница по идея на Имхотеп. Фараонът Джосер е амбициозен, решителен и успешен египетски владетел.
Фараонът Джосер е споменаван в източниците от своето време единствено със своето Хор-име Нетджерихет („тялото на боговете“), а по-късните източници на гръцки език го наричат Тосортос. Вероятно Джосер е рожденото име на този фараон и то е употребявано само в по-късните източници. Най-ранното доказателство, че и двете имена принадлежат на този владетел е открито в надпис на скала на остров Сехел в Асуан.

## Период на управление
Според Торинския списък на египетските царе първият фараон от III династия е Небка (Санакхте), но този фараон е известен единствено с това, че именно от него Джосер наследява трона на Египет. Джосер управлява около 19 години. Но някои нови археологически доказателства, сред които и папирусът Уесткар, дават основание на историците да смятат, че Джосер царува веднага след Хасекхемуи, последният владетел от II династия, а Небка царува след Джосер и преди Хуни.

## Кампании в Синай
Много археологически доказателства сочат, че той провежда няколко успешни военни кампании в Синай, където успява да подчини местното население на властта си. Това е много важно, тъй като Синай е естествена преграда между Азия и Египет и по този начин Джосер укрепва границите на царството си. Освен това синайските военни кампании на фараона осигуряват на царството му важни суровини като медта, основна руда за онова време, дървесина и изумруди.
Други археологически свидетелства неопровержимо доказват, че Джосер успява да премести границата на царството си на юг, чак до първите прагове на Нил.

## Други
Във времената на Джосер изчезва като понятие и като царско учреждение т.нар. „червена къща“, т.е. съкровищницата на Долен Египет и данъците от двете части на страната са събирани на едно място, а царят преразпределя благата, което подпомага развитието на Египет. От един надпис на плоча, открита близо до Асуан, става ясно, че по време на управлението на Джосер в Египет настава седемгодишен глад, предизвикан от засушаване в климата. Фараонът подарява нилския остров Фила на жреците на Изида, а остров Елефантина – на жреците на бог Хнум, който, както надписът твърди, избавя страната от сушата. Именно този надпис доказва, че Джосер успява да разшири Египет на юг, до първите прагове на Нил.